# János Gálvölgyi
János Gálvölgyi (ur. 26 maja 1948, Budapeszt) – węgierski aktor i komik.
W 1968 roku wygrał węgierski talent show Ki mit tud?. Od 1993 roku jest związany z Teatrem Madách. W 1980 roku otrzymał nagrodę Mari Jászai. Jest jednym z najbardziej znanych na Węgrzech aktorów teatralnych i telewizyjnych. Role teatralne: Ottó (József Katona: Bánk bán); Piotr Bezuchow (Tołstoj–Piscator: Wojna i pokój); Gömböc úr (Molière); Holofernes (Szekspir: Stracone zachody miłości).